# Лоха (Эквадор)
Ло́ха (исп. Loja / Inmaculada Concepción de Loja) — город в Эквадоре.

## География
Город Лоха находится в южной части Эквадора, на южном конце горного хребта Кордильера Реаль, в 108 километрах от границы с Перу. Город лежит на высоте в 2 380 метров над уровнем моря.
Лоха является административным центром одноимённой провинции (Лоха). Город расположен на Панамериканском шоссе, в долине Куксибамба, и граничит с провинциями Самора-Чинчипе и Эль-Оро. Население его составляет около 130 тысяч человек (на 2011 год). Климат круглогодично мягкий, обусловленный горным месторасположением.

## История
Город Лоха был основан испанскими конкистадорами в первой половине XVI столетия в долине Катамайо, где в настоящее время расположен аэропорт Ла-Тома. Однако вследствие заражения этой местности малярией и после сильного землетрясения город был перенесён на нынешнее место в 1548 году.
Лоха представляет исключительный интерес для туристов и любителей истории, так как здесь полностью сохранился старинный городской центр с замечательными памятниками испанской колониальной архитектуры. Город имеет богатые традиции в области искусства и по этой причине известен как музыкальная и культурная столица Эквадора.
В городе открыты два университета, Национальный (Universidad Nacional de Loja) и Технический (Universidad Technica Particular de Loja).
В Лохе родился президент Эквадора Хамиль Мауад (1998—2000).

## Галерея

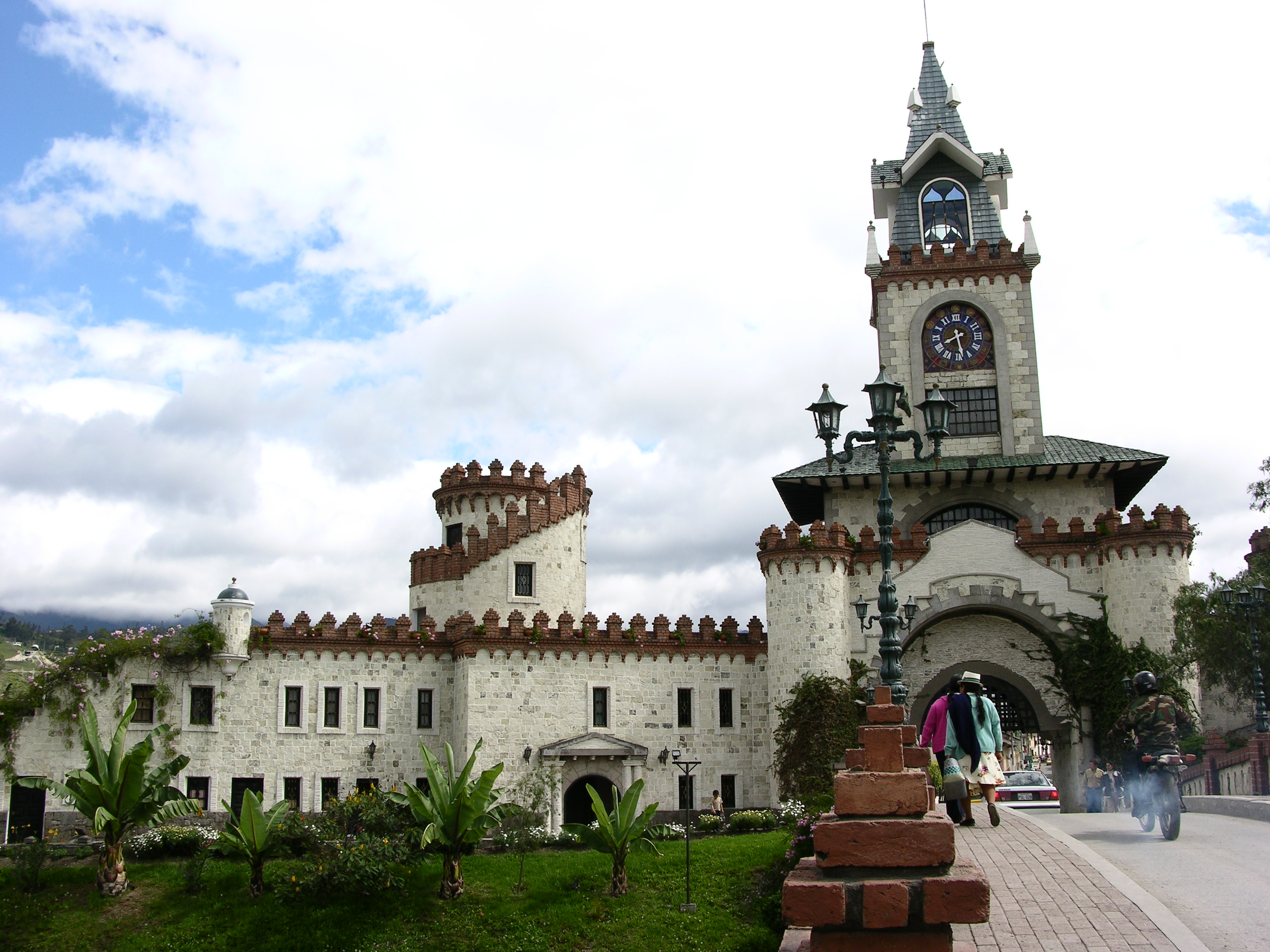
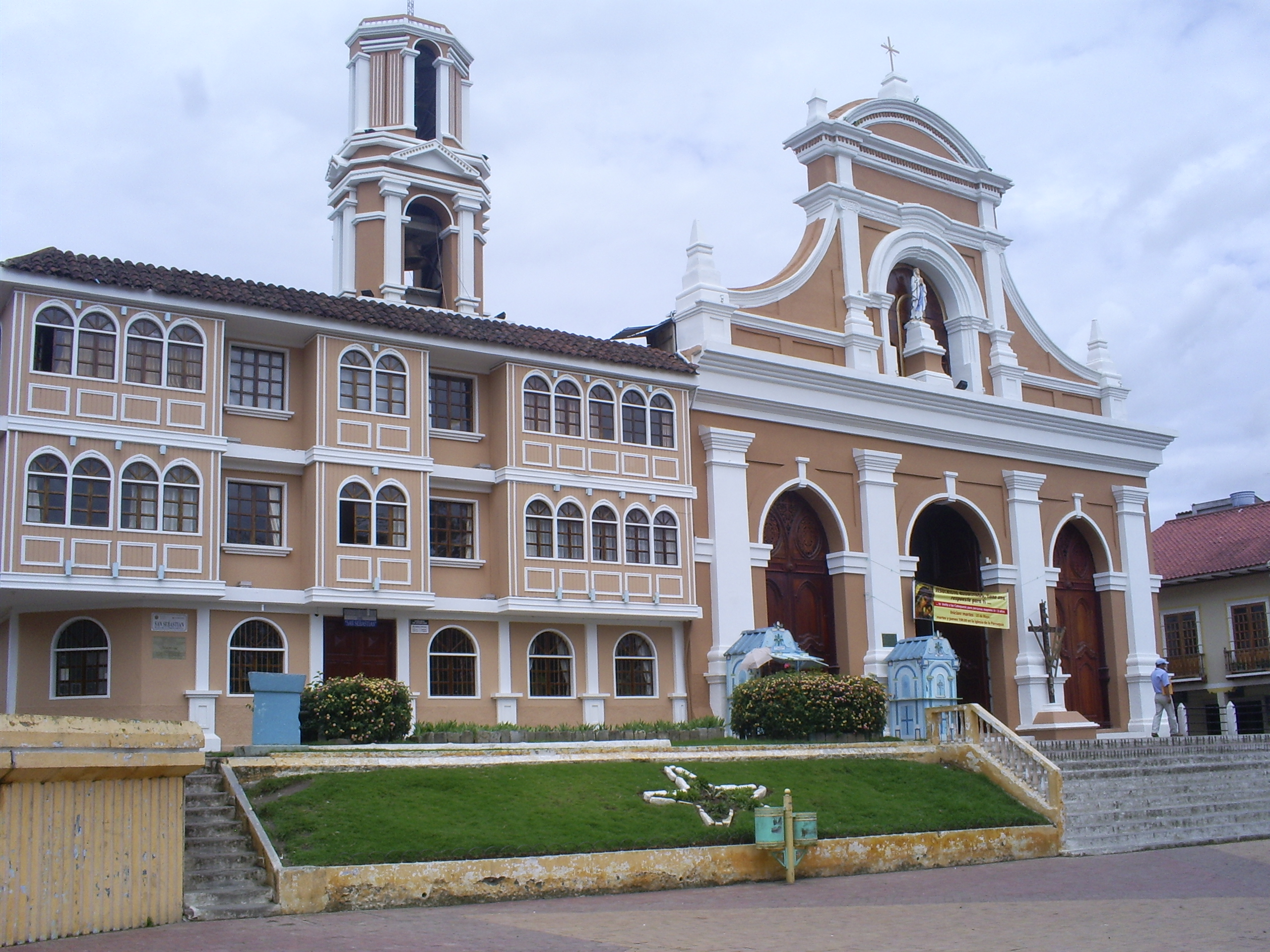
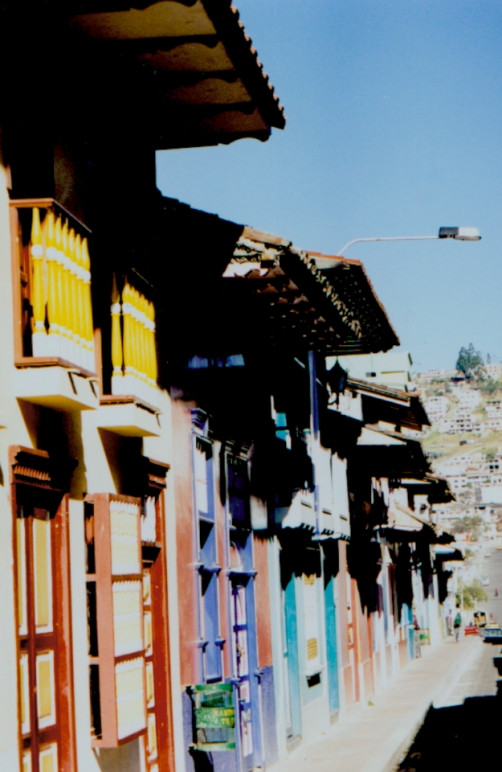